# Mordellistena kraatzi
Mordellistena kraatzi es una especie de coleóptero de la familia Mordellidae. Presenta la subespecie Mordellistena kraatzi kretica.

## Distribución geográfica
Habita en Hungría.